# فرانک لونینگ
فرانک لونینگ (انگلیسی: Frank Löning؛ زادهٔ ۲۸ اوت ۱۹۸۱) بازیکن فوتبال اهل آلمان است.
از باشگاه‌هایی که در آن بازی کرده‌است می‌توان به باشگاه فوتبال پادربورن، باشگاه فوتبال روت‌وایس اسن، باشگاه ورزشی وردر برمن، باشگاه فوتبال ارتسگبیرگ آئو، باشگاه فوتبال اس‌وی زاندهاوزن، و باشگاه فوتبال کمنیتس اشاره کرد.